# Meioneta disjuncta
Meioneta disjuncta là một loài nhện trong họ Linyphiidae.
Loài này thuộc chi Meioneta. Meioneta disjuncta được Alfred Frank Millidge miêu tả năm 1991.